# Maud Bregeon
Pour les articles homonymes, voir Bregeon.
Maud Bregeon, née le 11 février 1991 à Poitiers, est une femme politique française, députée des Hauts-de-Seine depuis 2022, elle est porte-parole du gouvernement Barnier de septembre à décembre 2024.

## Biographie
Maud Bregeon est née le 11 février 1991 à Poitiers dans le département de la Vienne. Sa mère est secrétaire, puis travailleuse sociale en centre d'accueil pour demandeurs d'asile. Son père est bûcheron, puis éducateur spécialisé, puis professeur associé de sociologie à l'université, ,.
Diplômée de l'école polytechnique universitaire de Nantes Université, elle travaille dans la filière nucléaire d'EDF de 2014 à juillet 2022, date de son élection à l'Assemblée. Elle fait l'essentiel de ses huit années passées chez EDF en tant que spécialiste des situations de crise, et travaille également comme responsable des achats pour d'importants contrats de maintenance,.
Elle vote pour Nicolas Sarkozy à l'élection présidentielle de 2012, mais s'éloigne de LR après la victoire de François Fillon lors de la primaire de la droite en 2016 et adhère à En marche en novembre 2016. Elle prend ensuite la tête du comité La République en marche (LREM) de Levallois-Perret, puis devient la référente du parti pour les Hauts-de-Seine.
En septembre 2019, Maud Bregeon est investie à Levallois-Perret pour les élections municipales de 2020 comme tête de liste par LREM,. Pour le second tour de ces élections, Arnaud de Courson et Maud Bregeon présentent une liste commune mais sont battus par la liste d'Agnès Pottier-Dumas, qui succède ainsi à Patrick Balkany.
En novembre 2020, elle est désignée porte-parole de LREM avec Prisca Thevenot,.
Lors des élections législatives de 2022, Maud Bregeon se présente dans la treizième circonscription des Hauts-de-Seine sous l'étiquette Ensemble. Elle est élue au second tour avec 59,11 % des voix, face à Brice Gaillard (d) (Parti socialiste - NUPES),. Dans la foulée, elle démissionne du conseil municipal de Levallois-Perret.
Elle est proche des ministres Bruno Le Maire et Gérald Darmanin, dont elle a reçu la visite lors de sa campagne législative. Elle bénéficie, dès le début de son mandat, d'une exposition médiatique.
Durant l'été 2022, Maud Bregeon intègre la Commission des Affaires économiques à l'Assemblée nationale et devient rapporteure du volet « souveraineté énergétique » du projet de loi pour le pouvoir d’achat. 
En mars 2023, elle est la rapporteure, du projet de loi relatif à l'accélération  des procédures liées à la construction de nouvelles installations nucléaires. Durant son examen à l'Assemblée nationale, elle défend notamment la suppression de la limite de 50 % de nucléaire dans le mix électrique ou la fusion de l'ASN et de l'IRSN.
Elle est réélue députée lors des élections législatives anticipées de 2024, totalisant 56,12 % des voix, à nouveau face à Brice Gaillard, candidat du Nouveau Front populaire. Elle est par la suite nommée porte-parole du gouvernement Barnier.
En 2024, elle est déléguée fonctionnelle concernant les événements nationaux du parti Renaissance[source secondaire souhaitée]. 
Elle retrouve son siège de députée le 14 janvier 2025.

## Prises de position et déclarations publiques

### Immigration et sécurité
En mai 2024, Maud Bregeon a pris une position notable sur la question de l'immigration et de la sécurité. Lors d'une interview sur Europe 1 et CNews, elle a affirmé qu'il existe « parfois un lien entre insécurité et immigration », contredisant ainsi la position de Valérie Hayer, tête de liste macroniste aux élections européennes. Maud Bregeon a précisé qu'il ne s'agit pas d'essentialiser les gens, mais de « regarder les choses en face » après une attaque au couteau à Lyon impliquant un Marocain sous obligation de quitter le territoire français (OQTF).

## Résultats électoraux

### Élections législatives
| Année | Parti | Parti | Circonscription        | 1er tour | 1er tour | 1er tour | 2d tour | 2d tour | 2d tour |
| Année | Parti | Parti | Circonscription        | Voix     | %        | Rang     | Voix    | %       | Issue   |
| ----- | ----- | ----- | ---------------------- | -------- | -------- | -------- | ------- | ------- | ------- |
| 2022  |       | LREM  | 13e des Hauts-de-Seine | 16 441   | 32,84    | 1er      | 27 864  | 59,11   | Élue    |
| 2024  |       | RE    | 13e des Hauts-de-Seine | 25 721   | 39,18    | 1er      | 33 310  | 56,12   | Élue    |

### Élections municipales
Les résultats ci-dessous concernent uniquement les élections où elle est tête de liste.
| Année | Parti | Parti | Commune          | 1er tour | 1er tour | 1er tour | 2d tour | 2d tour | 2d tour | Sièges obtenus |
| Année | Parti | Parti | Commune          | Voix     | %        | Rang     | Voix    | %       | Rang    | Sièges obtenus |
| ----- | ----- | ----- | ---------------- | -------- | -------- | -------- | ------- | ------- | ------- | -------------- |
| 2020  |       | LREM  | Levallois-Perret | 2 880    | 18,03    | 3e       | Fusion  | Fusion  | Fusion  | 3 / 49         |